# 세르히오 베르나르도 알미론
세르히오 베르나르도 알미론(스페인어: Sergio Bernardo Almirón, 1980년 11월 7일 ~)는 아르헨티나의 전 축구 선수이다.